# Tratado do Quirinal
O Tratado do Quirinal (em francês: Traité du Quirinal, em italiano: Trattato del Quirinale), formalmente conhecido como Tratado entre a República Francesa e a República Italiana para uma Cooperação Bilateral Reforçada, é um acordo bilateral entre a República Italiana e a República Francesa, que foi assinado pelo Primeiro-Ministro Mario Draghi e pelo Presidente Emmanuel Macron no Palácio do Quirinal, em Roma, em 26 de novembro de 2021.

## Conteúdo
O Tratado, composto por 13 artigos, "promoverá a convergência das posições francesas e italianas, bem como a coordenação dos dois países em questões de política europeia e externa, segurança e defesa, política de migração, economia, educação, pesquisa, cultura e cooperação transfronteiriça". Segundo ambos os governos, o Tratado marcou o início de uma nova convergência entre as duas nações no que diz respeito à liderança e ao avanço da União Europeia. Além disso, o Tratado foi visto como uma tentativa da Itália e da França de desempenhar um papel fundamental na UE após a aposentadoria da ex-chanceler alemã Angela Merkel.

## História

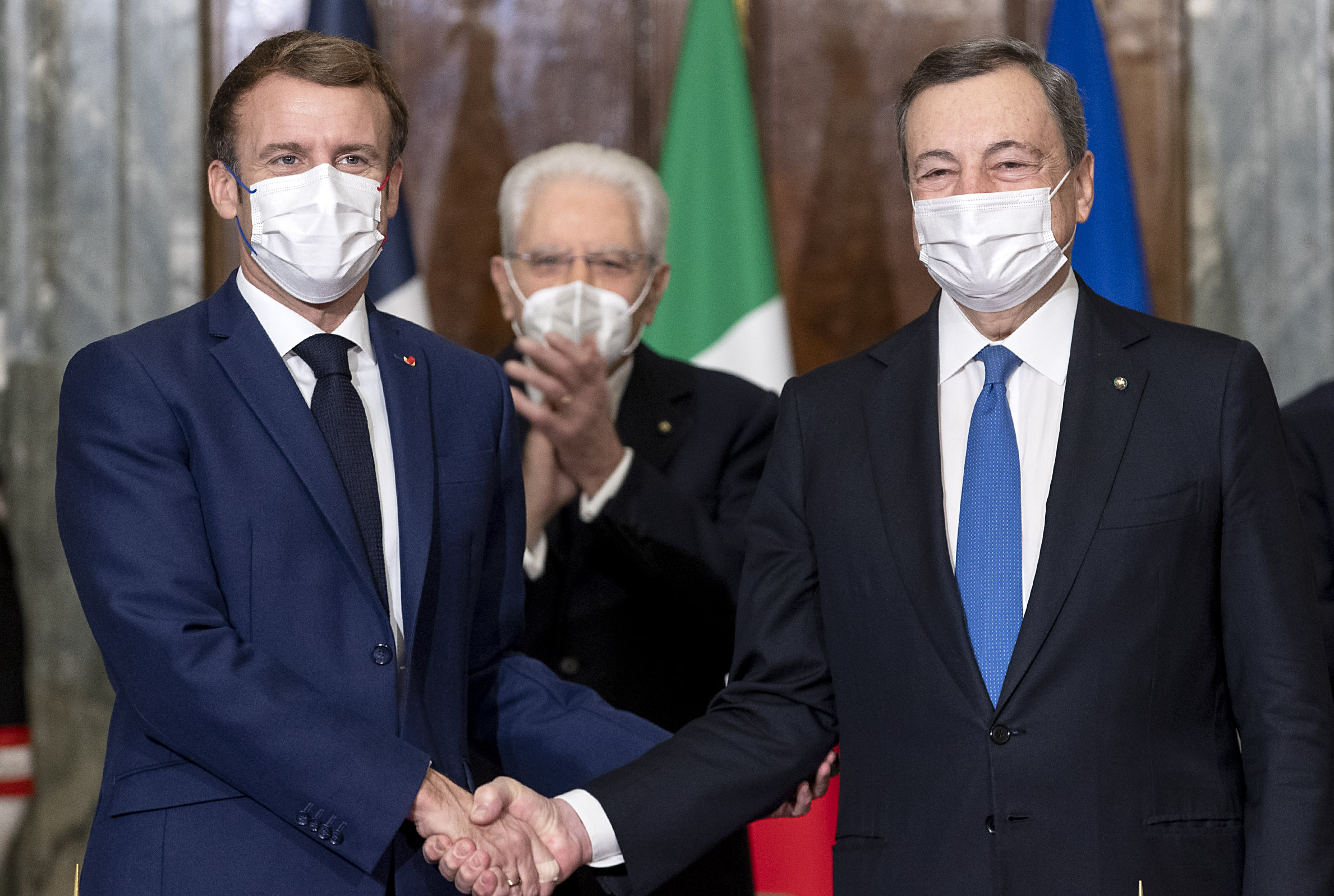
Macron e Draghi no Palácio do Quirinal, em 26 de novembro de 2021.

O projeto foi iniciado por Emmanuel Macron e Paolo Gentiloni em janeiro de 2018. No entanto, ele foi deixado de lado pelo primeiro governo de Giuseppe Conte, devido à relutância e oposição política de seus membros, a Liga de direita e o Movimento Cinco Estrelas (M5S) populista. Quando o segundo gabinete de Conte foi formado entre o M5S e o Partido Democrático (PD), as negociações entre Itália e França foram retomadas. No início de 2020, durante uma reunião bilateral em Nápoles, Giuseppe Conte e Emmanuel Macron reafirmaram sua vontade de assinar o projeto de tratado.
Em 13 de fevereiro de 2021, Mario Draghi foi nomeado novo Primeiro-Ministro e, em 17 de fevereiro de 2021, declarou que desejava melhor estruturar a relação entre seu país e a França. Emmanuel Macron compartilhou a mesma visão em 5 de julho de 2021, por ocasião da visita ao Palácio do Eliseu pelo Presidente da República Italiana, Sergio Mattarella.
Em 26 de novembro de 2021, Draghi e Macron assinaram o tratado no Palácio do Quirinal. Durante uma coletiva de imprensa na Villa Madama, Macron afirmou que "Itália e França compartilham muito mais do que fronteiras. História, arte, economias e sociedade têm estado entrelaçados por muito tempo. As instituições que temos a honra de representar são baseadas nos mesmos valores republicanos, no respeito aos direitos humanos e civis e no europeísmo." Enquanto Draghi disse: "Nossa soberania, entendida como a capacidade de alcançar o futuro que desejamos, só pode ser fortalecida por meio de uma gestão compartilhada de desafios comuns. Queremos favorecer e acelerar o processo de integração europeia."